# Bihar

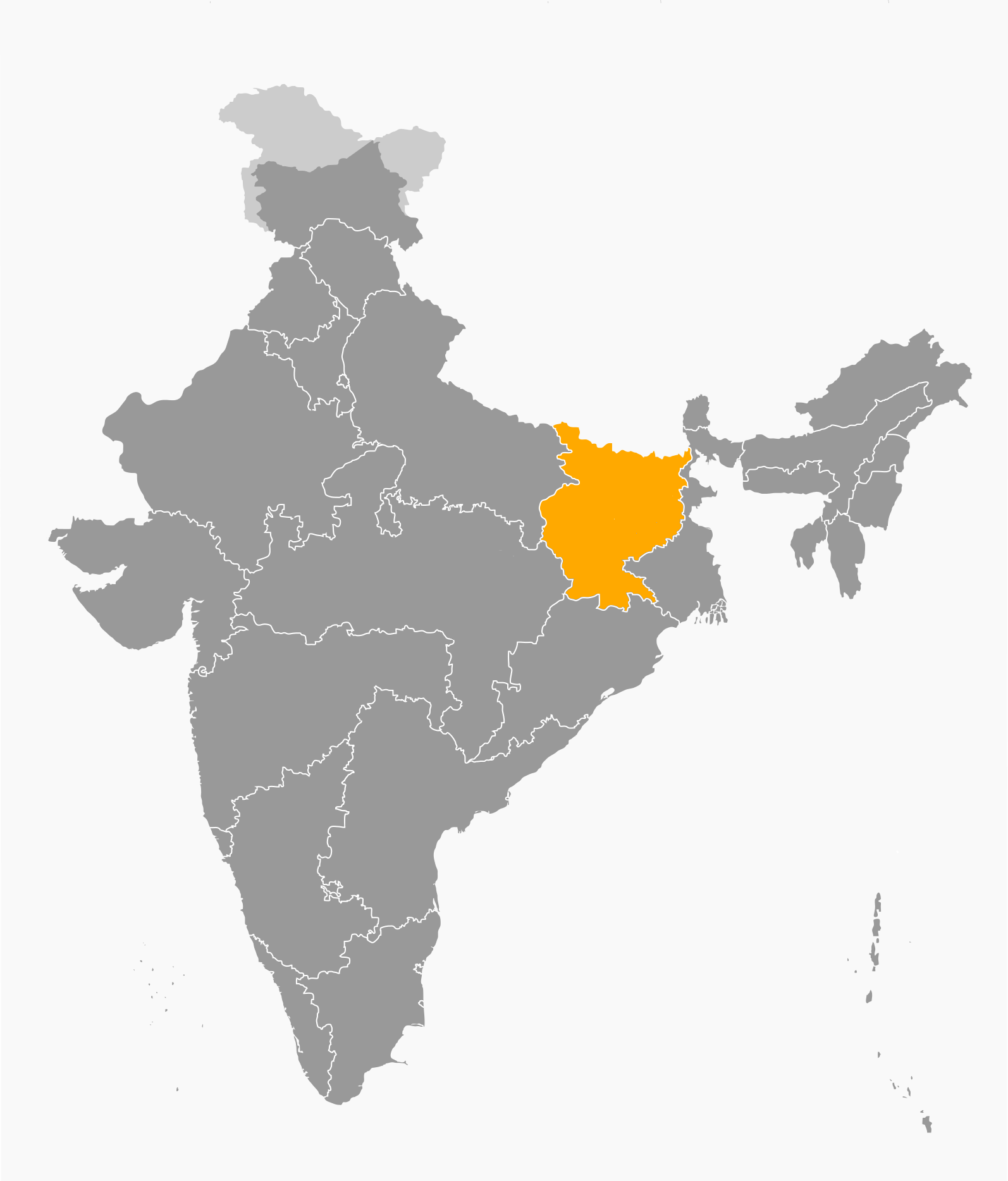
Location of Bihar in India before the creation of Jharkhand

Bihar (phát âm tiếng Hindustan: [bɪˈɦaːr]) là một bang ở miền đông Ấn Độ. Đây là bang rộng lớn thứ mười ba Ấn Độ (diện tích 94.163 km2 (36.357 dặm vuông Anh)) và dân số đông thứ ba. Nó tiếp giáp với Uttar Pradesh về phía tây, các tỉnh số 1, số 2 và Bagmati của Nepal về phía bắc, Tây Bengal về phía đông, và Jharkhand về phía nam. Đồng bằng Bihar tạo nên bởi sông Hằng chạy từ tây sang đông Bihar.
Ngày 15 tháng 11 năm 2000, vùng nam Bihar cũ được tách ra để tạo nên bang Jharkhand. Chỉ 11,3% dân số Bihar sống tại vùng đô thị; đây là tỉ lệ thấp thứ nhì tại Ấn Độ, sau Himachal Pradesh. Thêm vào đó, gần 58% người Bihar chưa tới 25 tuổi, khiến Bihar trở thành bang có tỉ lệ người trẻ tuổi cao nhất. Các ngôn ngữ chính thức là tiếng Hindi và tiếng Urdu. Những ngôn ngữ khác phổ biến trong bang là tiếng Bhojpur, tiếng Maithil, tiếng Magahi, tiếng Bajjika, và tiếng Angika.
Ở Ấn Độ thời cổ đại và cổ điển, Bihar là một trung tâm chính trị, nghiên cứu, và văn hóa. Từ Magadha, đế quốc đầu tiên của Ấn Độ (đế quốc Maurya), cũng như một trong những tôn giáo lớn trên thế giới, Phật giáo, xuất hiện. Những đế quốc Magadha, đáng chú ý là Maurya và Gupta, đã thống nhất một phần lớn Nam Á dưới sự thống lĩnh của họ.
Từ cuối thế kỷ 1970, Bihar tụt sau những bang khác về sự phát triển kinh tế-xã hội. Nhiều nhà kinh tế và khoa học xã hội cho rằng điều này là kết quả trực tiếp từ các chính sách của chính quyền trung ương, như chính sách cân bằng vận chuyển hàng hóa, sự thiếu quan tâm của chính phủ, và sự thiếu vắng "tinh thần Bihar". Tuy nhiên, chính phủ bang đã có nhiều cố gắng để đưa bang phát triển. Những cố gắng này gồm cải thiện cơ sở hạ tầng, tạo điều kiện chăm sóc sức khỏe tốt hơn, đặt nặng hơn về giáo dục, cũng như giảm thiểu nạn tham nhũng và ổn định an ninh.